# 台头山镇
台头山镇，原为台头山乡，是中华人民共和国河北省承德市平泉市下辖的一个乡镇级行政单位。2018年12月撤乡设镇。区划代码改为130881114。

## 行政区划
台头山镇下辖以下地区：
台头山社区村、烧锅杖子村、喇嘛杖子村、塔子山村、小吉沟村、何杖子村、打鹿沟村、三官村、榆树沟村、裁缝沟村、凌河源村和高杖子村。